# Gare du Pont-d'Espenel
La gare du Pont-d'Espenel est une halte ferroviaire française, fermée, de la ligne de Livron à Aspres-sur-Buëch. Elle est située au lieu dit Le Pont-d'Espenel, sur le territoire de la commune d'Espenel, dans le département de la Drôme en région Auvergne-Rhône-Alpes.
La halte dénommée « Le Pont-d'Espenel » est mise en service en 1898, par la Compagnie des chemins de fer de Paris à Lyon et à la Méditerranée, au passage à niveau no 30 et elle est fermée en 1950 par la Société nationale des chemins de fer français (SNCF).

## Situation ferroviaire
Établie à 294 mètres d'altitude, la halte du Pont-d'Espenel est située au point kilométrique (PK) 36,68 (PN 30) de la ligne de Livron à Aspres-sur-Buëch, entre les gares de Saillans et de Vercheny.

## Histoire
La Compagnie des chemins de fer de Paris à Lyon et à la Méditerranée annonce dans le journal officiel, du 28 novembre 1898, l'ouverture « de la halte du Pont-d'Espenel (Drôme) au service des voyageurs sans bagages et au transport des chiens avec billets ». Cette halte est établie au passage à niveau no 30, de la ligne de Livron à Aspres-sur-Buëch, sur la section de Crest à Die mise en service 13 ans auparavant, le 1er septembre 1885.
En 1911, « Le Pont d'Espenel » figure dans le nomenclature des gares, stations et haltes, de la Compagnie des chemins de fer de Paris à Lyon et à la Méditerranée (PLM) : c'est une halte qui porte le no 7 sur la ligne de Livron à Briançon, entre les gares du Saillans (no 6) et de Vercheny (no 8). Grande Vitesse, renvoi no 1 : « halte ouverte au service complet de la grande vitesse, à l'exclusion des bagages, articles de messagerie, denrées, finances, valeurs et objets d'art et des voitures, chevaux et bestiaux » ; Cette halte est fermée au service de la petite vitesse et est « non pourvue de signaux fixes pour la protection des trains ».
La halte est fermée en 1950[réf. souhaitée].

## Patrimoine ferroviaire
L'ancienne maison du garde barrière du passage à niveau no 30, qui devait être utilisé pour le service de la halte, est toujours présente en 2012.